# Philonthus nitidicollis
Philonthus nitidicollis es una especie de escarabajo del género Philonthus, familia Staphylinidae. Fue descrita científicamente por Lacordaire en 1835.
Se distribuye por Europa. Habita en Marruecos, Argelia, Túnez, Libia, Rusia, Armenia, Georgia, Turquía, Líbano, Israel, Irak, Irán, Afganistán, Kazajistán, Tayikistán, Turkmenistán y Uzbekistán.